# Schweizerisches Zentrum für Angewandte Humantoxikologie
Das Schweizerische Zentrum für Angewandte Humantoxikologie (englisch Swiss Centre for Applied Human Toxicology, SCAHT, französisch Centre Suisse de Toxicologie Humaine Appliquée, italienisch Centro Svizzero di Tossicologia Umana Applicata) ist ein Kompetenzzentrum für Humantoxikologie mit Sitz in Basel, Genf und in Lausanne. Es ist den Universitäten Basel, Genf und Lausanne angegliedert.

## Gründung und Zweck
Das Zentrum wurde 2009 aufgrund einer später in ein Postulat umgewandelten Motion von Maya Graf im Auftrag des Bundesrats sowie der Bundesversammlung gegründet. Es sollte die Lücke, die nach der Schliessung des 1974 gegründeten Instituts für Toxikologie in Schwerzenbach im Jahr 2001 entstanden war, schliessen.
Der Grundauftrag besteht darin, angewandte Forschung zu betreiben und Dienstleistungen im Bereich der Risikobeurteilung zu erbringen.
Das SCAHT wird von der Schweizerischen Eidgenossenschaft finanziell unterstützt und arbeitet mit den Bundesbehörden SBFI, BAG, BLV, Swissmedic, BLW, SECO und BAFU zusammen.
Von 2009 bis 2024 leitete der Mediziner Martin F. Wilks das Institut. Die Nachfolge übernahm Ellen Fritsche.